# اولد اسپایس
اولد اسپایس (انگلیسی: Old Spice) شرکت لوازم بهداشتی آمریکایی است، که در سال ۱۹۳۷ تأسیس شد و هم‌اکنون زیرمجموعه‌ای از شرکت پروکتر اند گمبل می‌باشد.